# Eberhard Hoesch (Industrieller, 1827)

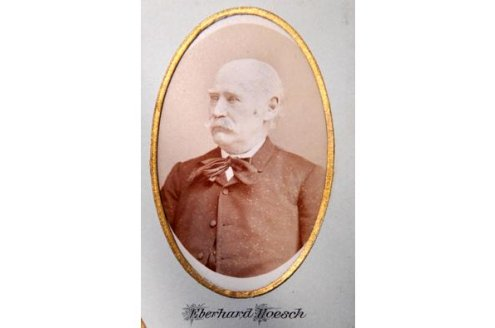
Eberhard Hoesch, Düren - Dortmund

Eberhard Hoesch (* 15. Februar 1827 in Düren; † 7. November 1907 ebenda) war ein deutscher Industrieller, Eisenfabrikant und Mäzen der Stadt Düren.

## Leben

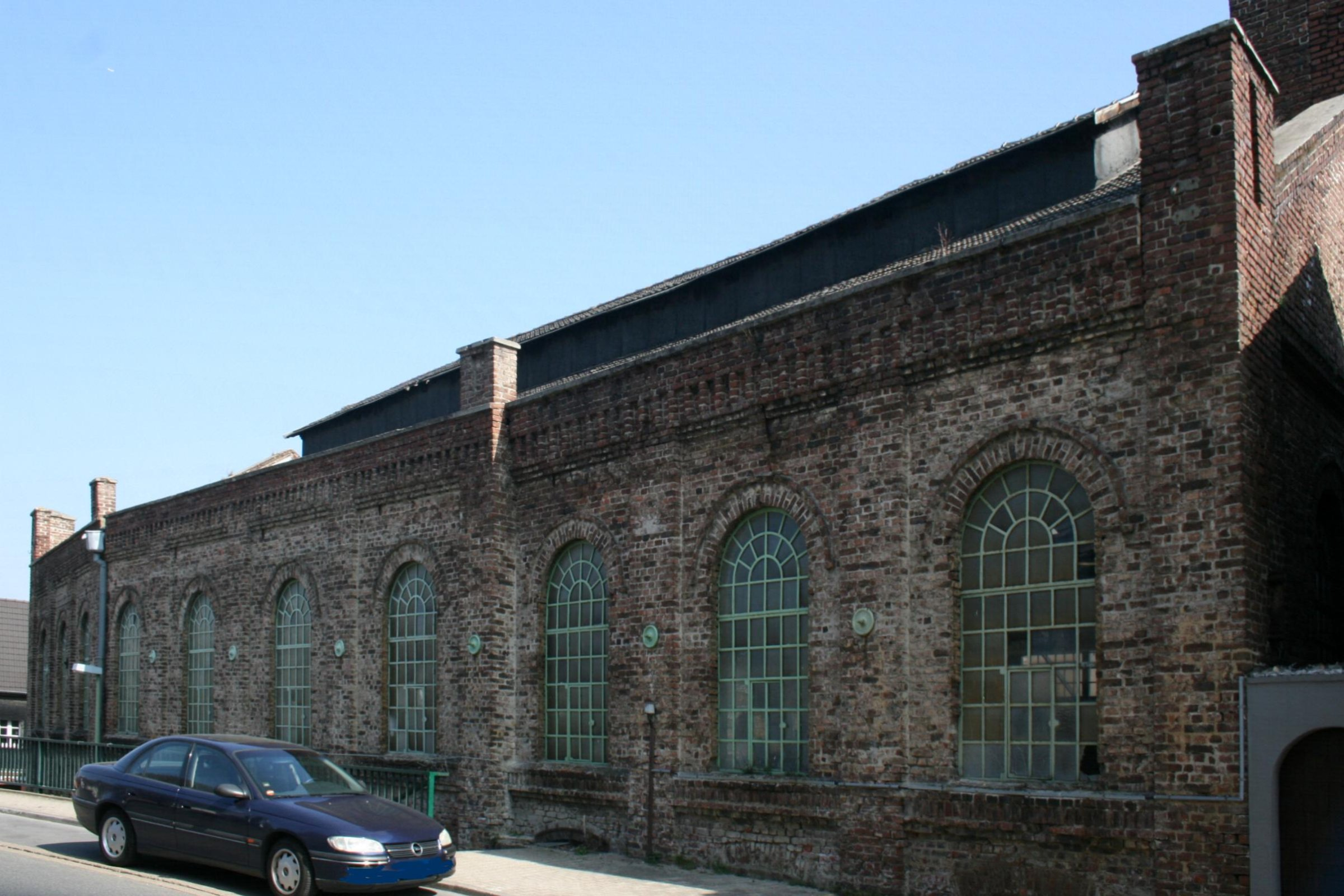
Gießereihalle Lendersdorf

Eberhard Hoesch war der Sohn des gleichnamigen Eisenfabrikanten Eberhard Hoesch (1790–1852) und der Johanna Dorothea Adelheid Wuppermann (1789–1879).
Sein Vater erwarb 1819 das Eisenwerk Lendersdorfer Hütte und gründete 1846 die Firma Eberhard Hoesch & Söhne, zu der auch die Eisenwerke in Eschweiler und der Zweifallshammer gehörten. An diesem Unternehmen war Eberhard junior zusammen mit seinen Brüdern Teilhaber. 1824 führte Eberhard senior auf der Lendersdorfer Hütte das Puddelverfahren ein – wenige Monate nach dem erstmaligen Einsatz des Verfahrens auf der Rasselsteiner Hütte (bei Neuwied). Die Lendersdorfer Hütte stellte die ersten Eisenbahnschienen des Kontinents her.
Eberhards Vetter, Leopold Hoesch, Sohn seines Onkels Wilhelm Hoesch (1791–1831), gründete am 1. September 1871 in Dortmund mit der Übernahme der Westfalenhütte das Eisen- und Stahlwerk Hoesch als offene Handelsgesellschaft mit einem Kapital von 2,4 Mio. Mark. Ein halbes Jahr nach dem Wiener Börsenkrach, also mitten in der Krise von 1873, wurde das Werk in die Hoesch AG umgewandelt. An dieser Unternehmensgründung waren auch Eberhard jun, sein Bruder Viktor Hoesch (1824–1888) sowie die Söhne von Leopold, Wilhelm (1845–1923) und Albert Hoesch (1847–1898) beteiligt. Dagegen verblieb Eberhards dritter Bruder, Gustav Hoesch in Lendersdorf und leitete die dortigen Werke. Später entstand hier unter den so genannten Hoeschianern der Begriff „Karl Hoesch“, eine liebevoll gemeinte Respekterklärung, die sprichwörtlich für alles steht, was mit dem Stahlunternehmen Hoesch AG zu tun hat.

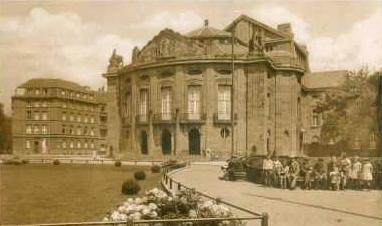
Stadttheater Düren (1918)

Eberhard war verheiratet (1862) mit Agnes Pfeifer (1839–1903) – eine Nichte des Zuckerindustriellen (Pfeifer & Langen) Emil Pfeifer. 1862 wurde der Sohn Carl Robert geboren, der aber bereits 12 Tage später starb.
Eberhard Hoesch jun. war ein großer Wohltäter seiner Heimatstadt. Neben vielen anderen Stiftungen schenkte er der Stadt zum Bau des Stadttheaters 500.000 Mark. In seinem Testament machte er Stiftungen von 2.852.400 Mark, davon 1.515.000 Mark für die Stadt Düren.
Nach Eberhard Hoesch wurde am 9. September 1914 die Eberhard-Hoesch-Straße benannt. Sie war Teil des Kreuzweges zum Muttergotteshäuschen. Von dieser Straße zweigt die Agnesstraße ab, benannt nach seiner Frau, die die Vorsitzende des Dürener Frauenvereins war und großzügige Summen zur Errichtung eines Spiel- und Festsaales und zum Bau von Arbeiterwohnungen stiftete.